# 2959 Scholl
2959 Scholl eller 1983 RE2 är en asteroid i det yttre asteroidbältet som upptäcktes den 4 september 1983 av den amerikanska astronomen Edward L.G. Bowell vid Anderson Mesa Station. Den är uppkallad efter den tyske astronomen Hans Scholl.
Det är den 67:e farligaste asteroiden, enligt NASA. Enligt NASA kommer den att vara som närmast jorden den 21 maj 2017. Den tillhör asteroidgruppen Hilda.